# 大黄堡镇
大黄堡镇，是中华人民共和国天津市武清区下辖的一个乡镇级行政单位。
2013年，天津市民政局批复同意撤销大黄堡乡，设立大黄堡镇。

## 行政区划
大黄堡镇下辖以下地区：
大黄堡村、小黄堡村、陈庄村、赵庄村、中心台村、朱曹子村、武庄户村、张辛安庄村、前蒲棒村、后蒲棒村、曹家岗村、东八里庄村、四马营村、四高庄村、刘近庄村、普贤坨村、蒋庄子村、白楼村、务子店村、大杨庄村、东小杨庄村、小石庄村、代庄子村、果汪庄村、千户庄村、东丝窝村、西丝窝村、东汪庄村和朝阳里社区。